# شمع (خودرو)

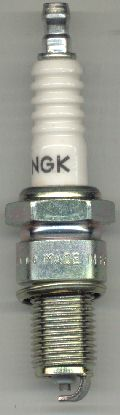
شمع خودرو تک

در اتومبیل، شمع ابزاری است برای انتقال جرقه‌های متناوب برق داخل سیلندرها که در انتهای سیلندر و روی سرسیلندر در موتور اتومبیل نصب می‌شود و برق موتور که با حرکت متناوب دلکو به سر شمع‌ها می‌رسد، طوری تنظیم شده که به هنگام فشردگی بخار بنزین در انتهای سیلندر جرقه‌ای از انتهای شمع ساطع شده، و باعث انفجار بنزین و حرکت موتور می‌گردد.
قسمت فلزی شمع که جرقه از میان آن‌ها ساطع می‌شود، معمولاً از جنس مس، پلاتینیوم یا ایریدیوم است که به همین ترتیب عمر طولانی‌تری در عملکرد دارند.
انواع و اقسام شمع خودرو عبارتند از: شمع سرد، شمع گرم، شمع نیکلی، شمع پلاتینیومی، شمع ایریدیومی و شمع‌های چند الکترودی. از جمله علائم خرابی شمع خودرو می‌توان به رسوبات حاصل از احتراق در سر الکترودها و کثیف شدن آن، یا جرقه‌زنی نادرست و از بین رفتن الکترودها اشاره کرد. یکی از نشانه‌های خرابی شمع، سوختن الکترود میانی شمع است که از جنس نیکل می‌باشد.
قسمت میانی شمع معمولاً سرامیکی است. تا مانع از اتصال دو دو الکترود مثبت(+_ و منفی(-) شود.

## تاریخچه
در سال ۱۸۶۰ اتین لنوار از شمع برقی در موتور گازی خود استفاده کرد؛ اولین موتور پیستونی احتراق داخلی. لنوار به‌طور کلی با اختراع شمع شناخته می‌شود. برخی منابع ادموند برگر، مهاجری از توگو، را در حوزه اختراع شمع در اوایل سال ۱۸۳۹ می‌شناسند، اما این ادعاها رد می‌شود، زیرا موتور احتراق داخلی تا سال ۱۸۶۰، توسط اتین لنوار اختراع نشده‌است. هیچ گزارش، سوابق، ثبت اختراع یا شواهد ملموس دیگری وجود ندارد که نشان دهد برگر چنین دستگاهی را اختراع کرده‌است.
ثبت اختراعات اولیه شمع شامل مواردی است که توسط نیکولا تسلا (در ثبت اختراع ایالات متحده ۶۰۹٬۲۵۰ برای سیستم زمان‌بندی احتراق، ۱۸۹۸)، فردریک ریچارد سیمز (24859/1898 GB ،۱۸۹۸) و رابرت بوش (GB 26907/1898) ثبت شده‌است. تنها اختراع اولین شمع فشار قوی ولتاژ بالا، به‌عنوان بخشی از سیستم احتراق مبتنی بر مگنت، و توسط مهندس روبرت بوش، گوتلوب هونولد در سال ۱۹۰۲، توسعه موتور احتراق جرقه را ممکن ساخت. پیشرفت‌های بعدی را می‌توان به آلبرت چمپیون، برادران لژ، پسران سر الیور لودج، که ایده پدر خود را توسعه داد. و همچنین به کنلم لی گینس، از خانواده آبجوسازی گینس، که تولیدکننده آن است، نسبت داد. مارک KLG هلن بلر بارتلت نقش مهمی در ساخت عایق در سال ۱۹۳۰ ایفا کرد.

## کد حرارتی شمع
شمع خودرو انواع مختلفی دارد و یکی از پارامترهای مهم دسته بندی آن کد حرارتی شمع است. هر شمعی با یک کد حرارتی مشخصی درجه بندی می‌شود که این عدد نشان دهنده حرارت ایجاد شده در مرحله آخر کار شمع یعنی احتراق پس از جرقه زنی و میزان مقاومت آن در برابر این حرارت است. در واقع این میزان حرارت و دمای شمع باید مقداری باشد که هنگام عملکرد موتور موجب احتراق زود هنگام نشود. یعنی شمع باید تا زمان یونیزه شدن کامل گازهای سیلندر دما را کنترل کند. از طرفی این میزان حرارت باید در حدی باشد که از رسوب روی الکترود های شمع جلوگیری کند.
این پارامتر بازه حرارتی نیز گفته می‌شود و میزان حرارتی است که شمع از طریق بدنه خود به بیرون سیلندر انتقال می‌دهد.
کد حرارتی شمع با یک عدد مشخص می‌شود و در کد فنی آن نوشته می‌شود. برندهای مختلف شمع نوع شمع های خود را از لحاظ کد حرارتی مشخص می‌کنند و در یک طیف حرارتی قرار میدهند. بر اساس این کد شمع های خودرو به سه دسته تقسیم می‌شوند.
1. شمع سرد
2. شمع نیمه گرم
3. شمع گرم